# عبد الرزاق الهلالي
عبد الرزاق الهلالي (ولد في البصرة عام 1916، توفي في بغداد عام 1985)، هو كاتب ومفكر موسوعي ومؤرخ عراقي.

## سيرته
ولد في البصرة عام ا1916 في محلة الخندق، وهو شقيق السياسي العراقي عبد الحميد الهلالي. تلقى تعليمه الابتدائي في مدرسة العشار، وأكمل المدرسة المتوسطة عام 1933 وتخرج من دارالمعلمين عام 1936. عمل في التدريس في البصرة، ثم نتقل إلى بغداد ودرس في معهد التعليم العالي حيث عين في فرع التربية البدنية لعدم وجود شواغر في الفروع الأخرى ثم انتقل إلى فرع الأدب العربي الذي تخرج منه عام 1941 وعمل في التدريس في دار المعلمين الريفية في الرستمية ثم في أبي غريب، وفي عام 1943 عين معاونا لمدير التربية البدنية وزارة المعارف العراقية، ثم ملاحظا للنقابات في وزارة العمل والشؤون الاجتماعية. في تلك الفترة التحق بكلية الحقوق المسائية وتخرج منها في العام 1951. في تلك الفترة أوفته الحكومة العراقية إلى مؤتمرات ودورات في مواضيع مختلفة، وأرسل عام 1956 إلى دورة دامت عشرة أسابيع عن مشاكل التنمية الاقتصادية عقدت في أكسفورد.
عين عام 1947 عيّن الهلالي في التشريفات في القصر الملكي وكان من أصغر مَن عين في هذا المنصب واستمر فيه إلى العام 1954، وعين في حزيران 1954 مديرا للإذاعة العراقية وهو منصب استمر فيه لمدة أربعين يوما. أعير في عام 1955 إلى المصرف الزراعي حيث عين نائبا لمديره العام، ثم مديرا له عام 1965، وظل في هذا الموقع حتى تقاعده عام 1970.
ألف عام 1953 كتاب «معجم العراق» الذي صدر منه جزءان، وهو سجل عن مختلف نواحي الحياة العامة في العراق من آواخر العهد العثماني إلى فترة الخمسينيات، وله كتابات مهمة تناولت تاريخ قطاع التعليم في العراق في الحقبة العثمانية ثم في فترتي الاحتلال والانتداب البريطاني، وكتابات أخرى تناولت موضوعات أدبية وتاريخية وسياسية واقتصادية، ونشر قصائد في بعض الصحف، وله ديوان شعر بعنوان «صدى الأيام»، غير مطبوع.
أصيب عام 1977 بفشل كلوي، وتوفي في بغداد عام 1985.

## من أعماله
- تاريخ التعليم في العراق في العهد العثماني: 1638-1917، شركة الطبع والنشر الأهلية، بغداد، 1959 / طبعة جديدة منقحة من دار الرافدين للطباعة والنشر والتوزيع، لبنان ردمك 9781773220413
- تاريخ التعليم في العراق في عهد الاحتلال البريطاني: 1914 – 1921، مطبعة المعارف، بغداد، 1975 / طبعة جديدة منقحة من دار الرافدين للطباعة والنشر والتوزيع، لبنان، 2017، ردمك 9781773220062
- تاريخ التعليم في العراق في عهد الانتداب البريطاني: 1921 - 1932، دار الرافدين للطباعة والنشر والتوزيع، لبنان، ردمك 9781773223063
- دمشق في مرآة رحلات العصور الوسطى
- معجم العراق، الجزء الأول، مطبعة النجاح، بغداد، 1953، ردمك 9781773224169
- معجم العراق، الجزء الثاني، دار الكشاف، بغداد، 1956
- قصة الأرض والفلاح والإصلاح الزراعي في الوطن العربي، دار الكشاف للنشر والطباعة والتوزيع، بغداد، 1967
- دراسات وتراجم عراقية، مكتبة النهضة، بيروت، 1972
- أدباء المؤتمر: مؤتمر الأدباء العرب، الدورة الخامسة بغداد 1965 (جمع المواد وتنسيق المعلومات)، وزارة الثقافة والإرشاد، بغداد، 1965
- الشاعر الثائر الشيخ محمد باقر الشبيبي (1889 - 1960)، مكتية النهضة، بغداد، 1965[10]
- زكي مبارك في العراق، المكتبة العصرية للطباعة والنشر، بيروت، 1969
- الزهاوي بين الثورة والسكوت، دار الثقافة، بيروت
- الزهاوي في معاركه الادبية والفكرية، دار الرشيد للنشر، بغداد، 1982[11]
- تحقيق مخطوطة «كفاية المتحفظ وغاية المتلفظ» لابراهيم الأجدابي، دار الشؤون الثقافية العامة، بغداد، 1986
- شعراء من العراق، طبعة حديثة منقحة، دار الكتب العلمية، بغداد، 2021